# جروح في شجر النخيل
جروح في شجر النخيل كتاب يتناول قصصا من واقع العراق وهموم شعبه بين عهدين. تقديم أمين معلوف، صدر عام 2007 عن اللجنة الدولية للصليب الاحمر. طبع في دار الريس للكتب والنشر  العائدة إلى رياض الريس ـ لبنان .
تضمن الكتاب خمس عشرة قصة وشهادة لأعلاميين وادباء ورسامين عراقيين هم لطفية الدليمي وأحمد خلف وحسن العاني وأحمد سعداوي ونرمين المفتي وسلوى زكو وأسماء محمد مصطفى وارادة الجبوري وخضير الحميري وآخرون.

## عناوين نصوص الكتاب
1. محنة البقاء في بلد الظلال، لطفية الدليمي
2. ترنيمة الاله والذهاب إلى اقصى الخراب، أحمد خلف
3. صور لجسد ناقص، أحمد سعداوي
4. ملثم ومقبرة وحلم كبير، حسن العاني
5. ثلاثة وجوه لامرأة عراقية، سلوى زكو
6. للألم لون وطعم ورائحة، نرمين المفتي
7. قبلة قبل الموت، أسماء محمد مصطفى
8. حطام للذكرى، خضير الحميري
9. أسرى، إرادة الجبوري
10. خارج الشاشة، محمد سهيل أحمد
11. ذكريات يوم كئيب في ربيع مهاجر، صباح آرام
12. الضغط نحو انكار الهوية، طورهان كتانة
13. نحو المجهول، تيلي أمين
14. وهربت الألوان، هناء حسن غالب
15. ذاكرة مثل طريق الموت، عماد كاظم حسن